# Ершков, Илларион Семёнович
Илларион Семёнович Ершков (10 октября 1907, Шокша — 31 января 1972, Ирмино) — забойщик шахты «Центральная - Ирмино» треста          «Кадиевуголь», Герой Социалистического Труда.

## Биография
Родился 10 октября 1907 года в селе Шокша (ныне Теньгушевского района Мордовии).
В 18 лет по приглашению односельчанина поехал в Донбасс и устроился на шахту «Центральная-Ирмино».
Работал вагонщиком, пропускал уголь, позже стал забойщиком (сначала на обушке, потом — на отбойных молотках). Окончил курсы врубмашинистов. Росло и его мастерство забойщика. Всё чаще наряду с именами Стаханова, Дюканова, Канцедалова, Силина и других мастеров высокопроизводительного труда называлось имя Ершкова.
С первых дней войны Илларион Ершков пошёл на фронт. Прошёл путь от Воронежа до Вены автоматчиком 14 заставы 134 пограничного Рушукского полка войск НКВД.. За взятие Будапешта был награждён орденом «Славы» III степени. В 1946 году Ершков вернулся на родную шахту и принял самое активное участие в её восстановлении. За 4 года первой послевоенной пятилетки он нарубил 7,28 годовых норм. Так как опыта у вновь прибывающих молодых рабочих не было, Илларион Семёнович, вместе с Г. К. Борисенко выступил с инициативой организовать шефство кадровых рабочих над молодёжью с целью передачи им своего опыта.
В составе советской делегации принимал участие в работе Всемирного конгресса за разоружение и международное сотрудничество, который проходил в Стокгольме, а в марте 1959 года — в качестве делегата в работе XII съезда профсоюзов СССР. Много лет подряд избирался он депутатом в Ирминский и Кадиевский городской советы.
В декабре 1960 года, проработав на шахте «Центральная-Ирмино» 32 года, И. С. Ершков ушёл на заслуженный отдых.
Скончался 31 января 1972 года в Ирмино. Похоронен на местном кладбище «Криничная». На могиле Иллариона Семёновича Ершкова установлен памятник из серого гранита, на стеле надпись и барельеф.

## Награды и звания
- Указом Президиума Верховного Совета СССР от 26 апреля 1957 года за выдающиеся успехи, достигнутые в деле развития угольной промышленности, И. С. Ершкову присвоено звание Героя Социалистического Труда;
- орден Трудового Красного Знамени,
- орден Славы III степени;
- Заслуженный шахтёр УССР;
- Почётный шахтёр СССР;
- медаль «За восстановление угольных шахт Донбасса»;
- знак «Шахтёрская слава» I степени.